# Matilde di Lancaster
Matilde di Lancaster (1310 circa – 5 maggio 1377) nobildonna inglese sposò William Donn de Burgh, la loro figlia fu Elisabetta de Burgh, suo jure contessa dell'Ulster. In seconde nozze sposò Ralph de Ufford, Giustiziere d'Irlanda, rimasta di nuovo vedova divenne Canonichessa presso l'abbazia di Campsey, nel Suffolk.

## Biografia
Matilde era la figlia di Enrico Plantageneto, e di sua moglie, Maud Chaworth. Fra le sue numerose sorelle si ricordano, Giovanna di Lancaster ed Eleonora di Lancaster, suo unico fratello fu invece Enrico, la cui figlia Bianca di Lancaster sposò in prime nozze Giovanni Plantageneto, I duca di Lancaster, divenendo la madre del futuro Enrico IV d'Inghilterra di cui Matilde era la prozia.
La madre di Matilde morì nel 1322 quando ella aveva circa dodici anni.

## Matrimoni

### Primo Matrimonio
Sposò, il 1 maggio 1327, Matilde sposò William Donn de Burgh, dopo aver ricevuto una dispensa papale e andarono a vivere in Irlanda, lì, nei dintorni di Belfast al Castello di Carrickfergus. Ebbero una figlia:
- Elisabetta de Burgh (6 luglio 1332-10 dicembre 1363), sposò Lionello Plantageneto, I duca di Clarence.

Nel giugno 1333 suo marito venne ucciso e il dilagare della guerra civile spinse Matilde a tornare in patria con la figlia che era divenuta suo jure contessa dell'Ulster vivendo presso la corte di Edoardo III. Grazie alle sue conoscenze degli affari irlandesi ha avuto una notevole influenza nella nomina di funzionari irlandesi.

### Secondo Matrimonio
Sposò, l'8 agosto 1343, Ralph de Ufford, figlio di Robert de Ufford, Lord Ufford, il quale, l'anno dopo, venne nominato Giustiziere d'Irlanda ed ella si trovò a partire per la seconda volta verso l'Isola Verde.
Ebbero una figlia:
- Maud de Ufford (1345/1346-25 gennaio 1413), sposò Thomas de Vere, VIII conte di Oxford.

Ralph non si dimostrò un amministratore capace e sotto il suo mandato la guerra civile, ormai ridotta a uno scontro fra i De Burgh e il Conte di Desmond raggiunse il suo apice, egli fu più volte chiamato a rispondere della propria malamministrazione e delle schermaglie e rappresaglie che avvenivano fra i nobili anglo-normanni.

## Morte
Ralph morì a Kilmainham il 9 aprile 1346 e Matilde tornò nuovamente in Inghilterra, qui fra l'8 agosto 1347 e il 25 aprile 1348 divenne Canonichessa all'abbazia di Campsey, nel Suffolk. Nel 1364 si trasferì presso le Monache clarisse all'abbazia di Bruisyard dove su sepolta dopo la sua morte avvenuta il 5 maggio 1377.

## Ascendenza
|                                             |                  |                      | Genitori                           |  |  | Nonni |  |  | Bisnonni                 |  |  | Trisnonni              |  |
|                                             |                  |                      |                                    |  |  |       |  |  | Enrico III d'Inghilterra |  |  | Giovanni d'Inghilterra |  |
|                                             |                  |                      |                                    |  |  |       |  |  | Enrico III d'Inghilterra |  |  | Giovanni d'Inghilterra |  |
|                                             |                  | Isabella d'Angoulême |                                    |  |  |       |  |  | Enrico III d'Inghilterra |  |  |                        |  |
| Edmondo Plantageneto, I conte di Lancaster  |                  |                      |                                    |  |  |       |  |  | Enrico III d'Inghilterra |  |  |                        |  |
|                                             |                  | Eleonora di Provenza | Raimondo Berengario IV di Provenza |  |  |       |  |  |                          |  |  |                        |  |
|                                             |                  | Eleonora di Provenza | Raimondo Berengario IV di Provenza |  |  |       |  |  |                          |  |  |                        |  |
|                                             |                  | Eleonora di Provenza | Beatrice di Savoia                 |  |  |       |  |  |                          |  |  |                        |  |
| Enrico Plantageneto, III conte di Lancaster |                  | Eleonora di Provenza |                                    |  |  |       |  |  |                          |  |  |                        |  |
|                                             |                  | Roberto I d'Artois   | Luigi VIII di Francia              |  |  |       |  |  |                          |  |  |                        |  |
|                                             |                  | Roberto I d'Artois   | Luigi VIII di Francia              |  |  |       |  |  |                          |  |  |                        |  |
|                                             |                  | Roberto I d'Artois   | Bianca di Castiglia                |  |  |       |  |  |                          |  |  |                        |  |
| Bianca d'Artois                             |                  | Roberto I d'Artois   |                                    |  |  |       |  |  |                          |  |  |                        |  |
|                                             |                  | Matilda di Brabante  | Enrico II di Brabante              |  |  |       |  |  |                          |  |  |                        |  |
|                                             |                  | Matilda di Brabante  | Enrico II di Brabante              |  |  |       |  |  |                          |  |  |                        |  |
|                                             |                  | Matilda di Brabante  | Maria di Svevia                    |  |  |       |  |  |                          |  |  |                        |  |
| Matilde di Lancaster                        |                  | Matilda di Brabante  |                                    |  |  |       |  |  |                          |  |  |                        |  |
|                                             | Patrick Chaworth | …                    |                                    |  |  |       |  |  |                          |  |  |                        |  |
|                                             | Patrick Chaworth | …                    |                                    |  |  |       |  |  |                          |  |  |                        |  |
|                                             | Patrick Chaworth | …                    |                                    |  |  |       |  |  |                          |  |  |                        |  |
| Patrick Chaworth, Signore di Kidwelly       | Patrick Chaworth |                      |                                    |  |  |       |  |  |                          |  |  |                        |  |
|                                             |                  | Hawise de Londres    | …                                  |  |  |       |  |  |                          |  |  |                        |  |
|                                             |                  | Hawise de Londres    | …                                  |  |  |       |  |  |                          |  |  |                        |  |
|                                             |                  | Hawise de Londres    | …                                  |  |  |       |  |  |                          |  |  |                        |  |
| Maud Chaworth                               |                  | Hawise de Londres    |                                    |  |  |       |  |  |                          |  |  |                        |  |
|                                             |                  | William de Beauchamp | …                                  |  |  |       |  |  |                          |  |  |                        |  |
|                                             |                  | William de Beauchamp | …                                  |  |  |       |  |  |                          |  |  |                        |  |
|                                             |                  | William de Beauchamp | …                                  |  |  |       |  |  |                          |  |  |                        |  |
| Isabella di Beauchamp                       |                  | William de Beauchamp |                                    |  |  |       |  |  |                          |  |  |                        |  |
|                                             |                  | Maud FitzJohn        | …                                  |  |  |       |  |  |                          |  |  |                        |  |
|                                             |                  | Maud FitzJohn        | …                                  |  |  |       |  |  |                          |  |  |                        |  |
|                                             |                  | Maud FitzJohn        | …                                  |  |  |       |  |  |                          |  |  |                        |  |
|                                             |                  | Maud FitzJohn        |                                    |  |  |       |  |  |                          |  |  |                        |  |